# Go! Go! Maniac
Go Go! Maniac è un brano musicale j-pop scritto da Sachiko Omori (testo),
Tom H@ck e Shigeo Komori (composizione) ed interpretato dal gruppo Ho-kago Tea Time, formato dalle quattro doppiatrici dell'anime K-On!: Aki Toyosaki, Yōko Hikasa, Satomi Satō, Minako Kotobuki ed Ayana Taketatsu. Il brano, il cui singolo è stato pubblicato il 28 aprile 2010, è stato utilizzato come prima sigla di apertura della seconda stagione dell'anime K-On! dal 3 aprile al 29 giugno 2009.
Il singolo ha ottenuto un buon successo commerciale, debuttando nella classifica settimanale Oricon dei singoli più venduti in Giappone alla prima posizione, in contemporanea con il singolo Listen!! (pubblicato lo stesso giorno di Go! Go! Maniac), sigla di chiusura dell'anime, che invece debuttava alla seconda posizione. Il singolo è stato certificato disco d'oro dalla Recording Industry Association of Japan.

## Tracce
Maxi Single Pony Canyon （PCCG-70071 / PCCG-70072）
1. Go! Go! Maniac - 4:11
2. Genius…!? - 4:29
3. Go! Go! Maniac (Instrumental) - 4:11
4. Genius…!? (Instrumental) - 4:29

Durata totale: 17 min 16 s

## Classifiche
| Classifica (2009)                  | Posizione massima |
| ---------------------------------- | ----------------- |
| Giappone (Oricon)                  | 1                 |
| Giappone (Billboard Japan Hot 100) | 1                 |